# Jan Utenhove

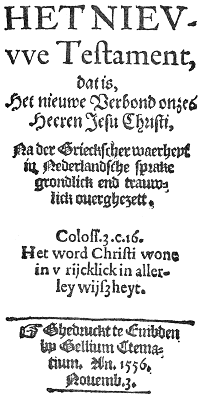
Titelpagina van de in 1556 in Emden gedrukte vertaling van het Nieuwe Testament door Jan van Utenhove

Jan Utenhove (Gent, 1516 – Londen, 6 januari 1566) was een Gentse patriciër, schrijver en hervormingsgezinde. Hij is het meest bekend door zijn vertalingen van de Psalmen en het Nieuwe Testament in het Nederlands.

## Levensloop
Jan Utenhove was een zoon van ridder Rijkaert Utenhove (1458-1529), heer van Roborst, en van Josine van de Woestine. In 1516 was Rijkaert voorschepen (burgemeester) van Gent. Vanaf 1523 woonde het gezin, met de vier kinderen (Nicolaas, Josine, Jan en Marie) op het kasteel van Roborst, waar Rijkaert op 13 januari 1529 overleed.
Jan kreeg onderricht in de Gentse Latijnse school van de humanist Eligius Houckaert (ca. 1488-1544) op de Zandberg, waar hij Joris Cassander als klasgenoot had. In deze weldra beroemde school studeerden  ook Cornelius Jansenius (later de eerste bisschop van Gent), de geleerde onderwijzer Paul Liebaert of Leopardus en Hilarius Bertholf die privésecretaris van Desiderius Erasmus werd. Hij was zeventien toen hij, in 1533, naar het voorbeeld van zijn broer Nicolaas, naar de Universiteit van Orléans trok, waar hij echter niet afstudeerde. Terug in de Zuidelijke Nederlanden, begon hij zich te interesseren voor de nieuwe gedachten, tot ongenoegen van zijn orthodox katholieke oudere broer. Voortaan stond hij bekend als wesende van der dwalinghe, erreure ende secte van Martinus Luther. Hij was veiliger op zijn kasteel in Roborst dan wel in Gent om er geheime vergaderingen te houden met gelijkgezinden, waar ze van leer trokken tegen heiligenvereringen, relikwieën, aflaten, bedevaarten, offergaven, gebeden voor de overledenen, het vagevuur en andere erroneuse ende heretique propositieën, al contrarie onzen kersten ghelove. 
In de zomer van 1543 liet Utenhove in Roborst op de binnenkoer van zijn kasteel, een 'spel van zinne' opvoeren, onder de naam De Evangelische Leeraar, geschreven door Gillis Jouyeulx, genaamd 'den Drom', waarin aan het 'ongeleerd volk' de ware weg naar Christus werd gewezen. De latere processtukken beschreven het als een spel vol heresiën ende dwalinghen, inhoudende de leeringhe en de secte van Martinus Luther. De duidelijk protestantse strekking van het toneelstuk verwekte heel wat commotie in Gent en, weliswaar pas een jaar later, stelde de procureur-generaal een onderzoek in. Het werd een uitgebreide opsporing, waarbij 59 personen in beschuldiging werden gesteld. Vierentwintig werden ingerekend, twee werden terechtgesteld, negen kregen een forse boete. 
Onder de 35 beschuldigden die op  de vlucht sloegen en bij verstek tot verbanning werden veroordeeld, bevond zich Jan Utenhove. Eerst reisde hij naar veiliger gebieden. Via Keulen trok hij naar Aken, waar hij zich aan het hoofd stelde van een dertigtal gelijkgezinde gezinnen. In de herfst van 1545 bevond hij zich in Straatsburg. De volgende vier jaar reisde hij doorheen de Elzas, Zwitserland en Engeland en knoopte er goede relaties aan met hervormingsgezinde kopstukken. In 1549 was hij in Genève en had er een gesprek met Johannes Calvijn. Hij kwam echter het meest onder de indruk van de kerkorganisatie die Huldrych Zwingli in Zürich had tot stand gebracht en hij werd levenslang zijn volgeling.
Ook nog in 1549 reisde Utenhove naar Engeland en ontmoette er Thomas Cranmer, de eerste anglicaanse aartsbisschop van Canterbury. Hij kreeg van hem steun om in Londen een kerk op te richten voor vluchtelingen uit de Lage Landen. Hij kreeg ook de medewerking van de Zwinglivolgeling John Hooper (1495-1555), de latere anglicaanse bisschop van Gloucester en echtgenoot van de Vlaamse Anna de 't Serclaes. Samen met de Poolse hervormingsgezinde baron Johannes a Lasco leidde hij vanaf 1550 de Nederlandse vluchtelingengemeente die zich in Londen vestigde in de voormalige kerk van de augustijnen. Utenhove was daarbij een van de vier leidende ouderlingen. Hij vertaalde er de werken van Lasco van het Latijn naar het Nederlands en begon aan zijn eigen Nederlandse psalmberijmingen, wat een van zijn levenstaken zou worden.
In 1553 stierf de hervormingsgezinde koning Eduard VI van Engeland. Hij werd opgevolgd door zijn Rooms-katholieke halfzus Mary Tudor, die de Engelse Reformatie wilde terugdraaien. Hierdoor werden de Nederlandse protestanten gedwongen te vluchten. Na omzwervingen in Scandinavië vonden de vluchtelingen een gastvrij onthaal in Emden. Deze reis en alle ontberingen werden door Utenhove beschreven in Een nieuw liedeken.
In de gereformeerde gemeenschap bestond de wens naar een bijbel die zoveel mogelijk op de Hebreeuwse en Griekse brontekst was gebaseerd. Tijdens zijn verblijf in Emden maakte Utenhove een vertaling van het Nieuwe Testament die in 1556 werd uitgegeven. Utenhove vertaalde het Grieks zo letterlijk mogelijk. Hij ambieerde "dat men lichtlick zal moghen spœren [nasporen], wat de voorghemelde Griecksche text is inholdende [inhoudende] of niet". Het Nederlands van de vertaling was zeer gekunsteld en voor velen onbegrijpelijk. Deze vertaling werd ook nauwelijks verkocht en had voor de financiers en de uitgever Gilles van der Erven aanzienlijk verlies tot gevolg. Van der Erven vatte daarna het plan op een complete bijbel uit te geven. De vertaling van Utenhove werd voor het grootste deel herzien door Johannes Dyrkinus en deze herziene vertaling van het Nieuwe Testament werd onderdeel van de Deux-Aesbijbel die in 1562 uitkwam. 
Van 1556 tot 1559 verbleef Utenhove bij zijn vriend Lasco in Polen. Hij trouwde er met de Vlaamse vluchtelinge Anna van Coyeghem en hielp mee aan de verspreiding van de hervorming. In 1559, onder de anglicaanse koningin Elisabeth I verhuisde hij weer naar Londen. De Nederlandse emigrantenkerk werd weer opgericht. Utenhove werd opnieuw ouderling en was de onbetwiste leider van de gemeenschap, aan wie hij een eerder zwingliaanse dan wel een calvinistische stempel oplegde. Hij steunde de stichting van Nederlandse gemeenten in Sandwich, Norwich en Colchester. Hij speelde ook een politieke rol door er in 1564 in te slagen de Engelse wolstapel te doen verhuizen van Brugge naar Emden. Hij was pas vijftig toen hij op 6 januari 1566 in Londen overleed.

## Belang
Jan Utenhove was niet alleen belangrijk als religieus voorman van de reformatie en als vertaler van religieuze werken.
Hij was daarnaast een voorstander van het gebruik van het Nederlands. Hij stamde uit een familie en een omgeving van humanisten die zich uitsluitend in het Latijn uitdrukten. Utenhove heeft zich ingezet om een volwaardige lekencultuur in de volkstaal te bevorderen. Hij volgde hierin het voorbeeld van onder meer Maarten Luther. 
Hij droeg aldus bij tot de emancipatie van de geletterde leek, die ingewijd werd in een gedachtewereld die tot dan uitsluitend was voorbehouden aan een intellectuele elite.

## Publicaties
- Een nieuw liedeken, ghemaeckt door Johan Utenhove, ende gaet op de wijse vant Liet vanden Coninck van Denemarcke, O radt van avontueren, of Van vier Christenen, verbrant binnen Liere in Brabant, ca. 1550.
- Vijfentwintig psalmen, in het Nederlands vertaald, 1551.
- Geloofsbelijdenis, 1551.
- Grooten Catechismus, 1551.
- Christelicke ordonnantiën der Nederlandschen Ghemeynte Christi, die van den Christelicken prince Edewart den VI in het jaar 1550 te Londen inghestelt was, Emden: C. Volkwinner, 1554.
- Het Nieuvve Testament, dat is, Het nieuwe Verbond onzes Heeren Iesu Christi, Na der Grieckscher waerheyt in Nederlandsche sprake grondlick end trauwlick ouerghezett (samen met  Godfried van Wingen, Johannes à Lasco & Martinus Mikron), Emden, 1556.
- Honderd psalmen, in het Nederlands vertaald, 1561.
- De Psalmen Davids, in Nederlandischer sangs-ryme, door Jan Wtenhove van Ghent; waartoe toegedaen sijn de gesangen Mariae, Zachariae, Simeonis, met t' samen den tien geboden ende gebede des Heeren, met noch anderen. Item is hier noch voor ieghelijken psalme gestelt sijn inhoudt; ende aen 't einde een voeghlicb ghebedt dar oppe. Allemael to nutte der ghemeynte Christi. Ghedruckt to Londen by Jan Daye den 12 Septembris 1566, Londen, 1566.
- Simplex et fidelis narratio & Rationes quaedam, ed. F. Pijper, in Bibliotheca Reformatoria Neerlandica, 1912.